# ورزشگاه دار البدا
ورزشگاه دار البدا یک ورزشگاه در الجزایر است که در Dar El Beïda واقع شده‌است.